# Sahara (phim 1995)
Sahara (hay còn được biết với tựa đề Desert Storm - Bão sa mạc) là một bộ phim chiến tranh - hành động Mỹ của đạo diễn Brian Trenchard-Smith thực hiện. Phim phát hành vào năm 1995, có sự tham gia của diễn viên James Belushi trong vai chính. Đây là phiên bản làm lại từ một bộ phim cùng tên năm 1943 của đạo diễn Zoltan Korda và diễn viên Humphrey Bogart.

## Nội dung
Phim lấy bối cảnh tháng 6 năm 1942 ở Bắc Phi, trước khi diễn ra Trận El Alamein thứ nhất trong Thế chiến thứ hai. Trung sĩ Joe Gunn và đồng đội đang điều khiển một chiếc xe tăng M3 Lee đi về phía Nam sa mạc Sahara. Trên đường đi họ gặp một nhóm lính Đồng minh. Nhóm lính Đồng minh, dẫn đầu bởi Đại úy Halliday, quyết định đi theo Gunn. Sau đó họ gặp người lính Anh gốc Sudan tên Tambul và gã tù binh người Ý tên Giuseppe, rồi bắt giữ tên phi công Đức von Schletow sau khi bắn hạ máy bay của hắn.
Cả nhóm dừng chân tại một ngôi nhà hoang to lớn giữa sa mạc, họ tìm nước ở cái giếng gần đó. Sau khi tìm thấy nước, nhóm lính Đồng minh quyết định ở lại bảo vệ cái giếng này, sẵn sàng đối phó với 500 quân Đức đang đến gần. Nhóm lính Đồng minh đã đẩy lùi quân Đức thành công trong đợt tấn công đầu tiên.
Cái giếng bắt đầu trở nên khô cạn. Gunn ra gặp Thiếu tá Hans von Falken - chỉ huy quân đoàn Phi Châu của Đức Quốc Xã - để đàm phán. Gunn giả vờ như cái giếng còn nhiều nước và đàm phán thêm để câu giờ. Quân Đức sau đó tấn công lần nữa, từng người lính Đồng minh hi sinh. Trong lúc giao chiến, von Schletow đã bỏ chạy để thông báo với quân Đức rằng cái giếng đã cạn. Giuseppe vội chạy ra cản lại thì bị làn mưa đạn của quân Đức bắn gục. Tambul liền đuổi theo giết chết von Schletow, nhưng anh bị bắn chết lúc chạy về. Trước lúc lâm chung Tambul vẫn kịp giơ cao huy chương Thập tự của von Schletow để báo cho đồng đội rằng hắn đã bị anh xử lý.
Trong cuộc đàm phán tiếp theo, Jean "Frenchie" Leroux ra gặp von Falken rồi giết chết hắn cùng tên phụ tá đi theo, lúc chạy về anh bị tên lính Đức còn sống bắn chết. Chỉ còn lại Gunn và Osmond Bates, họ kiểm tra số lượng vũ khí đạn dược còn sót lại rồi đứng lên tiếp tục chiến đấu với quân phát xít. Cuối cùng quân Đức quá khát nước nên chấp nhận giao nộp vũ khí rồi chạy đến cái giếng uống nước. Gunn nhận ra cái giếng có nước trở lại là do những phát đạn súng cối của quân Đức đã mở ra mạch nước. Gunn và Bates nhặt hết số vũ khí trong khi quân Đức đang uống nước. Vào cảnh cuối phim, quân đội Anh đã đến nơi và bắt giữ các tù binh Đức. Gunn và Bates, hai người lính Đồng minh duy nhất còn sống sót, lên xe tăng chạy đi.

## Diễn viên
- James Belushi vai Trung sĩ Joe Gunn
- Jerome Ehlers vai Đại úy Halliday
- Alan David Lee vai Osmond Bates
- Simon Westaway vai Marty Williams
- Michael Massee vai Jean "Frenchie" Leroux
- Robert Wisdom vai Tambul
- Mark Lee vai Jimmy Doyle
- Paul Empson vai Waco Hoyt
- William Upjohn vai Casey
- Todd MacDonald vai Mike Clarkson
- Alexander Petersons vai Thiếu tá Hans von Falken
- Julian Garner vai Trung úy von Schletow
- Angelo D'Angelo vai Giuseppe
- Simon Elrahi vai Người đàn ông Ả Rập

## Quay phim
Đoàn làm phim đã bấm máy ở Port Stephens, New South Wales, nước Úc để lấy bối cảnh cho sa mạc Sahara.